# Roman Giertych
Pour les articles homonymes, voir Giertych.
 (janvier 2025).
La mise en forme du texte ne suit pas les recommandations de Wikipédia : il faut le « wikifier ».
Les points d'amélioration suivants sont les cas les plus fréquents. Le détail des points à revoir est peut-être précisé sur la page de discussion.
- Les titres sont pré-formatés par le logiciel. Ils ne sont ni en capitales, ni en gras.
- Le texte ne doit pas être écrit en capitales (les noms de famille non plus), ni en gras, ni en italique, ni en « petit »…
- Le gras n'est utilisé que pour surligner le titre de l'article dans l'introduction, une seule fois.
- L'italique est rarement utilisé : mots en langue étrangère, titres d'œuvres, noms de bateaux, etc.
- Les citations ne sont pas en italique mais en corps de texte normal. Elles sont entourées par des guillemets français : « et ».
- Les listes à puces sont à éviter, des paragraphes rédigés étant largement préférés. Les tableaux sont à réserver à la présentation de données structurées (résultats, etc.).
- Les appels de note de bas de page (petits chiffres en exposant, introduits par l'outil «  Source ») sont à placer entre la fin de phrase et le point final[comme ça].
- Les liens internes (vers d'autres articles de Wikipédia) sont à choisir avec parcimonie. Créez des liens vers des articles approfondissant le sujet. Les termes génériques sans rapport avec le sujet sont à éviter, ainsi que les répétitions de liens vers un même terme.
- Les liens externes sont à placer uniquement dans une section « Liens externes », à la fin de l'article. Ces liens sont à choisir avec parcimonie suivant les règles définies. Si un lien sert de source à l'article, son insertion dans le texte est à faire par les notes de bas de page.
- La présentation des références doit suivre les conventions bibliographiques. Il est recommandé d'utiliser les modèles {{Ouvrage}}, {{Chapitre}}, {{Article}}, {{Lien web}} et/ou {{Bibliographie}}. Le mode d'édition visuel peut mettre en forme automatiquement les références.
- Insérer une infobox (cadre d'informations à droite) n'est pas obligatoire pour parachever la mise en page.

Pour une aide détaillée, merci de consulter Aide:Wikification.
Si vous pensez que ces points ont été résolus, vous pouvez retirer ce bandeau et améliorer la mise en forme d'un autre article.
Roman Jacek Giertych, né le 27 février 1971 à Śrem, est un homme politique polonais. Entre 2001 et 2007, il est député à la Diète de Pologne. De 2006 à 2007, il est vice-premier ministre et ministre de l'Éducation nationale dans les gouvernements Marcinkiewicz et Kaczyński. Il a également été président de la Jeunesse de la Grande-Pologne et de la Ligue des familles polonaises.

## Biographie

### Origines et débuts de carrière
Il est originaire d’une famille d’hommes politiques nationalistes : fils de Maciej Giertych, petit-fils de Jędrzej Giertych et arrière-petit-fils de Włodzimierz Łuczkiewicz, neveu de Wojciech Giertych OP. Il est marié avec Barbara, avec qui il a quatre enfants.
Dans sa jeunesse, il vit à Kórnik, où il est scolarisé à l'école primaire et au lycée d'enseignement général. Par la suite, il suit des études à la faculté d'histoire (1989–1994) et à la faculté de droit (1990–1995) de l'université Adam-Mickiewicz de Poznań. En 1996, il commence un stage en plaidoirie à Varsovie, qu'il termine en 2000.
Il publie notamment les ouvrages suivants : Kontrrewolucja młodych (« Contrerévolution des jeunes »), Lot orła (« Vol d'aigle ») et Możemy wygrać Polskę. Wybór felietonów z Radia Maryja 1997-1999 [« Nous pouvons gagner la Pologne. Recueil de reportages de Radio Maryja de 1997–1999 »]. Il est l’auteur d'articles publiés entre autres à « Bastion1 », « Ład », « Najwyższy CZAS! », « Rycerz Niepokalanej », « Wszechpolak ». Jusqu’à son élection à la Diète en 2001, il tient son cabinet d'avocat.

### Ascension politique
En 1989, il crée la Jeunesse de la Grande-Pologne (Młodzież Wszechpolska),, qui met en avant les valeurs nationales et fait référence, par sa dénomination, à l'Union académique de la jeunesse de Grande-Pologne d'avant la Seconde Guerre mondiale. Il en assure sa présidence, puis en 1994 en est nommé président honorifique. Il est membre du Parti national démocratique et du Parti national, dont les activistes créent la Ligue des familles polonaises en 2001.
Il est candidat de l'Union de la politique réelle aux élections parlementaires en 1993. Quatre ans plus tard, il crée le Bloc national chrétien démocratique pour la Pologne.
Aux élections parlementaires de 2001, il est candidat de la Ligue des familles polonaises, étant élu dans la circonscription de la banlieue de Varsovie avec 13 261 voix. À partir de 2004, il exerce la fonction de vice-président de la commission d'instruction parlementaire chargée de l'enquête sur l’affaire Orlen. Il est réélu en 2005 comme député de la circonscription de Varsovie, ayant réuni 35 512 voix. Au sein de la Diète, il exerce la fonction de président de la commission des Services secrets.
Après avoir été président du congrès de la Ligue des familles polonaises, il est élu président du parti en mars 2006, en remplacement de Marek Kotliński.

### Ministre de l'Éducation nationale
Du 5 mai 2006 au 13 août 2007 il exerce la fonction de vice-premier ministre et ministre de l’Éducation nationale au sein du gouvernement de Kazimierz Marcinkiewicz et de Jarosław Kaczyński.
Sa nomination au poste de ministre donne lieu à des manifestations d'étudiants en mai 2006 entre autres à Gdańsk, Cracovie, Szczecin et Varsovie, puis le 13 juin des jeunes de l'Initiative d'Élèves organisent des protestations dans les écoles d'enseignement secondaire, collèges et lycées et bloquent le siège du ministère. Les signatures sont collectées sur une lettre ouverte réclamant sa révocation. La lettre avec environ 137 mille signatures est transmise à la Chancellerie du président du Conseil des ministres. Le mouvement «Giertych musi odejść» [fr. Giertych doit partir] postule sa révocation et organise des manifestations et des marches de protestation dans tout le pays avec le slogan «Początek Roku – Koniec Giertycha» [fr. Début de l'année - Fin de Giertych].
Le 6 juin 2006, il décide de révoquer Mirosław Sielatycki, le responsable du Centre de Perfectionnement des Enseignants. Il motive sa décision par la publication d'un manuel pour les enseignants: Kompas – edukacja o prawach człowieka w pracy z młodzieżą. [fr. Repères – manuel pour la pratique de l’éducation aux droits de l’homme avec les jeunes]. L'objectif de cette publication, créée en 2002 à l'initiative du Conseil de l'Europe et traduite en 19 langues, a été la promotion des droits de l'homme. Selon Roman Giertych le manuel aurait été utilisé pour «promouvoir l'homosexualité"» à l'école, ce qui a argumenté la décision de révoquer Mirosław Sielatycki. Cette décision du ministre a rencontré des protestations du personnel du CPE, de la Chambre polonaise du Livre, d'Amnesty International et de Terry Davis, secrétaire général du Conseil de l'Europe à l’époque.
Il rétablit les mathématiques comme matière obligatoire à l'examen de baccalauréat. Le 15 juillet 2006, il annonce une «amnistie» partielle pour les candidats au baccalauréat n'ayant pas réussi leur examen en 2006. Le 2 octobre 2006, le médiateur des droits civiques intente un recours contre cette amnistie auprès du Tribunal constitutionnel qui la déclare non conforme à la Constitution de la République de Pologne le 16 janvier 2007.
Le 3 novembre 2006, lors d’une conférence de presse au Collège n°2 à Gdańsk, Roman Giertych présente les détails du programme gouvernemental dont l'objectif est de lutter contre la violence et l'agression dans les écoles polonaises. D'après les statistiques de la police, grâce au programme «Zero tolerancji dla przemocy w szkole» [fr. Zéro tolérance pour la violence à l'école] mis en place par le ministre de l’Éducation nationale, la délinquance juvénile dans les écoles a diminué de 27%.
En automne 2006, il annonce que dans le cadre du programme les directeurs des établissements pourront décider du port des uniformes à l’école. Dans le règlement du 9 février 2007 relatif aux statuts-cadre des écoles maternelles et écoles publiques, il n’est question que «d’apparence soignée» et de «tenue convenable», mais la commission parlementaire chargée du système d'enseignement se prononce pour l’obligation des uniformes scolaires. Le Parlement rejette l'amendement de la commission; ce n'est que le Sénat qui accepte de l'adopter. D'après la loi amendée relative au système d'enseignement du 11 avril 2007, «l'uniforme scolaire» est obligatoire dans les écoles primaires et dans les collèges d'enseignement secondaire. Dans les lycées c'est le directeur qui en décide.
Le 1er mars 2007, lors d'une réunion non-officielle des ministres de l'Éducation des pays de l'Union européenne Roman Giertych propose de créer une Grande Charte européenne des droits des nations qui interdirait entre autres l'avortement et la «propagande homosexuelle». Le ministre est alors accusé d'homophobie. Lors de son exposition Roman Giertych suggère que l’opinion présentée par lui serait partagée par le gouvernement polonais, ce qui est nié le 2 mars par le porte-parole du gouvernement Jan Dziedziczak.

### Activités politiques à partir de 2007
En 2006, il met en place une allocation versée à la naissance d'enfant. Le 13 août 2007, après l'effondrement de la coalition gouvernementale il est révoqué de sa fonction de ministre. Le 24 octobre 2007, ayant perdu aux élections parlementaires anticipées (il a obtenu 6 394 voix dans la circonscription de Lublin, alors que le parti LPR est exclu du parlement), il renonce à la présidence du parti et annonce son départ de la politique. Avant les élections au Parlement européen en 2009, il collabore avec le groupement Libertas Pologne. Par la suite il quitte le parti LPR. Il déclare à plusieurs reprises voter aux élections pour la Plateforme civique [en polonais Platforma Obywatelska]. En février 2013 il crée, avec Kazimierz Marcinkiewicz et Michał Kamiński, think tank Instytut Myśli Państwowej [fr. l'Institut de Pensée Nationale], dont il devient président. Sans succès aux élections parlementaires de 2015 en tant que candidat indépendant (appuyé par certains membres de la Plateforme Civique), il se présente aux élections au Sénat dans la circonscription électorale n⁰ 41 et perd contre Konstanty Radziwiłł. Aux élections présidentielles de 2020 il donne son appui à Szymon Hołownia et se présente à sa soirée électorale.

### Suite de son activité professionnelle
Après avoir quitté le Parlement Roman Giertych reprend l’exercice de sa profession d’avocat. Il représente Ryszard Krauze présumé de liens avec une bande criminelle. L’action est reconnue en première instance et le juge ordonne à la Télévision Polonaise et à Aneta Gargas de présenter des excuses à l’homme d’affaires. Il représente également Radosław Sikorski du chef de commentaires outrageants publiés au forum du site de l’hebdomadaire «Wprost». Il conclut la première transaction judiciaire dans l’affaire concernant la catastrophe de Smoleńsk en vertu de laquelle la veuve du fonctionnaire décédé des services de garde du gouvernement obtient une indemnisation égale à 250 mille zlotys versée par le Trésor Public. Il intervient comme avocat de la famille de l’actrice Anna Przybylska dans le procès gagné contre l’éditeur du site Pudelek.pl en violation des biens personnels.
Il est également l’avocat de la famille Tusk. Il représente Michał Tusk dans un procès contre le journal Fakt, et dans l’action du chef d’avoir lancé une pierre à travers la fenêtre de son appartement. Dans le procès où il représente Katarzyna Tusk, la Cour d’Appel de Varsovie ordonne de présenter les excuses à cette dernière sur le site de «Fakt». Il représente Donald Tusk dans les affaires devant les procureurs, la commission d’enquête chargée d’Amber Gold et la commission d’enquête chargée de la TVA, ainsi que dans l’action du chef de violation de ses biens personnels par Patryk Jaki.
Il représente également Gerald Birgfellner dans l’affaire de la société Srebrna et dans le litige avec Jarosław Kaczyński, et Leszek Czarnecki dans l’affaire KNF,.

#### Procédures judiciaires
En mars 2005, dans une interview pour le journal «Rzeczpospolita», il a nommé Adam Michnik «d’ancien apparatchik» et il est traduit en justice pour violation des biens personnels. En septembre 2007, la Cour d’Appel de Varsovie ordonne à Roman Giertych de présenter ses excuses à Adam Michnik et de payer une somme de 10 mille zlotys en faveur du Foyer pour Enfants Aveugles à Laski.
En 2009, Roman Giertych gagne une action en protection des biens personnels contre l’éditeur du journal «Fakt». En 2017, il gagne en dernière instance devant la Cour Suprême l’action en responsabilité des éditeurs pour le contenu des commentaires aux articles parus sur les sites web,.
Le substitut du procureur général Bogdan Święczkowski saisit la cour disciplinaire du barreau d’une requête contre Roman Giertych du chef de ses propos critiques énoncés à la fin 2016 contre Zbigniew Ziobro et le parquet. L’affaire est frappée de non-lieu en 2017 par la Cour disciplinaire de l’Ordre des Avocats de Varsovie mais le procureur général attaque la décision de cette juridiction par un pourvoi en cassation devant la Chambre disciplinaire de la Cour Suprême, en fonction depuis mars 2019. La requête instruite en mai 2019 est la première affaire de cette nature examinée par cette chambre. Roman Giertych la commente comme une tentative «d’intimider les avocats par les autorités suprêmes du parquet». Il précise également qu’à son avis un tel agissement demeure en lien avec ses interventions en qualité d’avocat de Donald Tusk et de Gerald Birgfellner. Le collège composé de trois juges de la Chambre disciplinaire renvoie l’affaire au collège composé de sept juges. La cassation est définitivement rejetée en février 2020.
Le 15 octobre 2020, il est arrêté avec Ryszard Krauze par le Bureau central de Lutte contre la Corruption. Pendant une perquisition effectuée le soir à son domicile il perd conscience et doit être hospitalisé. Son cabinet a été également perquisitionné auparavant. D’après certaines sources, le 16 octobre 2020 il serait mis en examen du chef d’avoir fraudé une somme de presque 92 millions de zlotys au préjudice d’un promoteur coté à la Bourse et selon d’autres sources sa mise en examen n’aurait pas porté effet car en ce moment Giertych dormait à l’hôpital sans contact. Le lendemain le Tribunal de District de Poznań rend une décision par laquelle il a constaté que le parquet n’avait apporté aucun indice qui pourrait rendre probable la commission de l’infraction par le mis en examen. À la suite de cette décision, le 17 novembre 2020, cette même juridiction décide d’annuler l’exécution de toutes les mesures préventives appliquées par le parquet. Le 3 décembre 2020, le tribunal juge que Giertych n’a pas la qualité de mis en examen pour ce motif que la décision de sa mise en examen ne lui a pas été régulièrement notifiée, car d’après le procès-verbal dressé par le procureur Giertych dormait au moment de sa notification. À l’avis du tribunal, le parquet a ainsi violé le droit de manière flagrante et a agi de façon non-éthique, tandis que l’arrestation de Giertych a été illégale. Il conclut également qu’il n’existait pas de preuves confirmant que Giertych ait commis l’infraction qui lui était reprochée. Le 18 décembre 2020, le tribunal juge illégale la perquisition au domicile de Giertych, car il a été absent et il n’a pas été invité à fournir de bon gré les documents et les objets requis, et également en raison du fait que le procureur présent lors de la perquisition avait ignoré que les dossiers déposés au domicile de Giertych étaient protégés par le secret d’avocat. D’après le juge, il a été également inadmissible de demander à la chef de la chancellerie de communiquer les mots de passe de l’ordinateur et les codes d’accès de la boîte aux lettres électronique.
Dans son rapport 2021 sur l’état de droit dans l’Union européenne, la Commission européenne s’est référée aux dénonciations du Conseil national de l’ordre des avocats d’après lequel les avocats qui interviennent dans les affaires politiquement sensibles deviennent la cible du parquet. La Commission a cité comme exemple l’affaire de Roman Giertych du 15 octobre 2020.
Fin décembre 2021, l'Associated Press a révélé que le téléphone utilisé par Roman Giertych en 2019 était infecté par Pegazus.
Le 29 mars 2022, la Cour n'a pas donné son accord à l'arrestation temporaire. De plus, la porte-parole du tribunal de district de Lublin-Zachód a informé que le tribunal n'a pas fait droit à la requête en raison de l'absence générale de motifs justifiant l'application de mesures préventives sous la forme d'une forte probabilité que M. Roman Giertych n'ait pas commis les actes dont il est accusé.
En mars, un nouveau rapport de la Fondation Helsinki pour les droits de l'homme a été publié - State of the Prosecution. Poursuites judiciaires en 2016-2022. Dans ce rapport, le cas de l'arrestation de Roman Giertych a été inclus. La Fondation l'a désigné comme un exemple phare des actions menées par l'accusation contre les opposants politiques.
29 avril 2022. Le tribunal régional de Lublin a confirmé la décision de la juridiction inférieure et n'a pas accepté l'arrestation temporaire de Roman Giertych.
L'Assemblée parlementaire du Conseil de l'Europe, dans une déclaration du 27 juin 2022, a appelé l'Union européenne à ne pas transiger sur l'état de droit en Pologne. La déclaration indiquait que les droits et les valeurs de l'UE devaient être garantis en Pologne, notamment en mettant fin à la répression exercée par le ministère public à l'encontre des opposants politiques au gouvernement, comme l'avocat Roman Giertych.
Le 13 juillet 2022, la Commission européenne a publié un rapport sur la situation de l'État de droit en Pologne. Le rapport a identifié le cas de Roman Giertych, qui était surveillé par le logiciel Pegasus. La Commission a trouvé l'utilisation de ses appels téléphoniques, qui étaient couverts par le privilège avocat-client.

## Distinction
En 2006, il est décoré de la médaille d’argent du mérite pour la Défense nationale.

## Publications
- Kontrrewolucja młodych (Contrerévolution des jeunes) , Ad Astra, Varsovie 1994,  (ISBN 83-901684-1-3).
- Za błękitną kurtyną: polski wywiad na tropie masonów (Derrière le rideau bleu: les agents secrets polonais sur la piste de francs-maçons) , Fulmen-Poland, Varsovie 1996,  (ISBN 83-86445-08-4) (Roman Giertych nie d’être auteur de cet ouvrage lui imputé par Michał Karnowski; l’ouvrage a été édité sous le pseudonyme „Roman Bertowski”)
- Lot orła (Vol d’aigle), Fondation „Nasza Przyszłość”, Szczecinek 2000,  (ISBN 83-88531-04-2).
- Możemy wygrać Polskę. Wybór felietonów z Radia Maryja 1997–1999 (Nous pouvons gagner la Pologne. Recueil des reportages de Radio Maryja, 1997-1999), Ostoja, Krzeszowice 2001,  (ISBN 83-88020-52-8).
- Między prawem a polityką (Entre la loi et la politique), Editions Debiuty, Poznań 2013,  (ISBN 978-83-928036-8-3).
- Kronika dobrej zmiany (Chronique du bon changement), Eco Redonum, Varsovie 2017,  (ISBN 978-83-949561-0-3).
- W obronie Konstytucji (A la défense de la Constitution), Eco Redonum, Varsovie 2018,  (ISBN 978-83-949561-1-0).
- Kronika podłej zmiany (Chronique du changement ignoble), Eco Redonum, Varsovie 2019,  (ISBN 978-83-949561-2-7).
- Kariera Prokuratora Żółcia (Carrière du procureur Żółć), Eco Redonum, Varsovie 2020,  (ISBN 978-83-949561-4-1).